# Ludwig Jetzinger
Ludwig Jetzinger (2 agosto 1892 – 3 agosto 1985) è stato un calciatore austriaco, di ruolo difensore.

## Carriera

### Nazionale
Esordisce il 2 maggio 1915 contro l'Ungheria (2-5).